# Германн Маєр
Ге́рманн Ма́єр  (нім. Hermann Maier; нар. 7 грудня 1972) — австрійський гірськолижник, олімпійський чемпіон.

## Виступи на Олімпіадах
| Олімпіада   | Дисципліна              | Місце  |
| ----------- | ----------------------- | ------ |
| Нагано 1998 | швидкісний спуск        | участь |
| Нагано 1998 | супергігантський слалом | 1      |
| Нагано 1998 | гігантський слалом      | 1      |
| Нагано 1998 | гірськолижна комбінація | участь |
| Турин 2006  | швидкісний спуск        | 6      |
| Турин 2006  | супергігантський слалом | 2      |
| Турин 2006  | гігантський слалом      | 3      |